# Monasterio de Vega
Monasterio de Vega és un municipi de la província de Valladolid a la comunitat autònoma espanyola de Castella i Lleó.

## Administració
| Període      | Nom de l'alcalde/-essa   | Partit polític | Data de possessió |
| ------------ | ------------------------ | -------------- | ----------------- |
| 1979 - 1983  |                          |                | 19/04/1979        |
| 1983 - 1987  | Carlos Gago              |                | 28/05/1983        |
| 1987 - 1991  | Lorenzo Gago             |                | 30/06/1987        |
| 1991 - 1995  | Victorino Martínez López |                | 15/06/1991        |
| 1995 - 1999  | Alfredo Martínez         |                | 17/06/1995        |
| 1999 - 2003  | Pedro Martínez Gago      |                | 03/07/1999        |
| 2003 - 2007  | Victorino Martínez López | PP             | 14/06/2003        |
| 2007 - 2011  | Victorino Martínez López | PP             | 16/06/2007        |
| 2011 - 2015  | n/d                      | n/d            | 11/06/2011        |
| 2015 - 2019  | n/d                      | n/d            | 13/06/2015        |
| 2019 - 2023  | n/d                      | n/d            | 15/06/2019        |
| Des del 2023 | n/d                      | n/d            | 17/06/2023        |

## Demografia
A la següent taula es mostra l'evolució del nombre d'habitants entre 1996 i 2006 segons dades de l'INE.
| 1996 | 1998 | 1999 | 2000 | 2001 | 2002 | 2003 | 2004 | 2005 | 2006 |
| ---- | ---- | ---- | ---- | ---- | ---- | ---- | ---- | ---- | ---- |
| 87   | 89   | 88   | 105  | 114  | 108  | 104  | 107  | 102  | 101  |